# Нешич, Димитрие
Димитрие Нешич (20 октября 1836, Белград, Княжество Сербия — 9 мая 1904, Белград, Королевство Сербия) — сербский учёный, математик, педагог, профессор и ректор Белградской Высшей школы (1892-1895, ныне Белградский университет), президент Сербской королевской академии наук и искусств. Государственный деятель, министр образования и член Государственного совета Королевства Сербия.

## Биография
После окончания гимназии, в 1854 году поступил в Белградский лицей. В 1855 году перевёлся в технический институт в Вене и обучался там до 1858 года. С 1858 по 1862 год продолжал учёбу в Политехникуме Карлсруэ в Германии.
В ноябре 1862 года указом князя Михаила Обреновича был назначен профессором математики в артиллерийскую школу.
В сентябре 1863 года когда Белградский лицей был реорганизован в Высшую школу, Д. Нешич был одним из первых восьми её преподавателей. Д. Нешич работал профессором Белградской Высшей школы со дня её основания до выхода на пенсию в январе 1894 года.
В 1882—1884 и 1893—1894 гг. избирался постоянным членом Сербского учёного общества, участвовал в работе Общества до его слияния с Сербской Королевской академией в 1892 году. Когда в ноябре 1886 года была основана Сербская королевская академия, первые 16 академиков были назначены указом короля Милана Обреновича без процедуры отбора. В них числе был и Димитрие Нешич.
Секретарь Академии естественных наук Сербской королевской академии с 1887 до 1892 и 1900 до 1902 г.
Д. Нешич был третьим президентом Сербской королевской академии наук и искусств (с 1892 по 1895)а. В декабре 1890 года он был избран членом-корреспондентом Хорватской академии наук и искусств в Загребе.
В 1911—1918 годах — министр образования Королевства Сербия.
Будучи президентом Академии и математиком, Несич был в течение нескольких лет членом и вице-президентом Международной комиссии по присуждению премии имени Лобачевского в Санкт-Петербурге.

## Научная деятельность
С 1862 по 1887 год Нешич читал лекции по всем предметам математики в Белградской Высшей школе.
Преподавал евклидову и аналитическую геометрию, тригонометрию, комбинаторику, алгебру, дифференциальное и интегральное исчисление.
В 1872 году Д. Нешич посетил Вену, Вюрцбург, Кёльн, Брюссель, с целью изучения системы мер для того, чтобы использовать полученный опыт в Сербии. Результатом этой поездки и работы стало принятие нового Закона о метрической системе мер, принятого в Сербии в 1873 году. В дополнение к проекту Закона о метрической системе мер, Д. Нешич написал книгу «Метарске мере», сыгравшую большую роль в области измерений и системы мер в Сербии того времени.
Д. Нешич — автор 13 научных работ, опубликованных в «Glasnik Srpskog učeničkog društva» и «Glas Srpske kraljevske akademije», а также нескольких учебников, в том числе: «Тригонометрия» (Белград, 1875), «Наука о комбинациях» (Белград, 1883), Алгебраический анализ (в 2-х частях, Белград, 1883).
Работы Д. Нешича имели большое значение для обучения большого числа сербских математиков, которые позже создали «Белградскую школу математики».

## Награды
- Орден Святого Саввы 1 степени (1892)
- Орден Белого орла (1893)

Похоронен на Новом кладбище в Белграде.